# Nahošice
Nahošice jsou malá vesnice, část obce Blížejov v okrese Domažlice v Plzeňském kraji. Nachází se 1,5 kilometru jižně od Blížejova. Je zde evidováno 47 adres. V roce 2011 zde trvale žilo 72 obyvatel.
Nahošice jsou také název katastrálního území o rozloze 2,27 km².

## Historie
První písemná zmínka o vesnici pochází z roku 1381.

## Obyvatelstvo
| Rok            | 1869 | 1880 | 1890 | 1900 | 1910 | 1921 | 1930 | 1950 | 1961 | 1970 | 1980 | 1991 | 2001 | 2011 | 2021 |
| -------------- | ---- | ---- | ---- | ---- | ---- | ---- | ---- | ---- | ---- | ---- | ---- | ---- | ---- | ---- | ---- |
| Počet obyvatel | 253  | 285  | 252  | 260  | 262  | 250  | 252  | 164  | 170  | 152  | 94   | 74   | 52   | 72   | 72   |
| Počet domů     | 50   | 47   | 48   | 53   | 46   | 45   | 46   | 49   | 43   | 42   | 34   | 36   | 37   | 38   | 33   |

## Obecní správa
Při sčítání lidu v letech 1850–1899 Nahošice byly osadou obce Blížejov v okrese Horšův Týn.
V letech 1900–1960 byly samostatnou obcí v okrese Horšovský Týn (v letech 1878–1910 Horšův Týn). V letech 1961–1990 byly částí obce Milavče v okrese Domažlice. Od 24. listopadu 1990 je opět částí obce Blížejov v okrese Domažlice.

## Pamětihodnosti
Uprostřed vesnice stojí nahošický zámek postavený na místě starší tvrze v průběhu osmnáctého století.

## Další fotografie

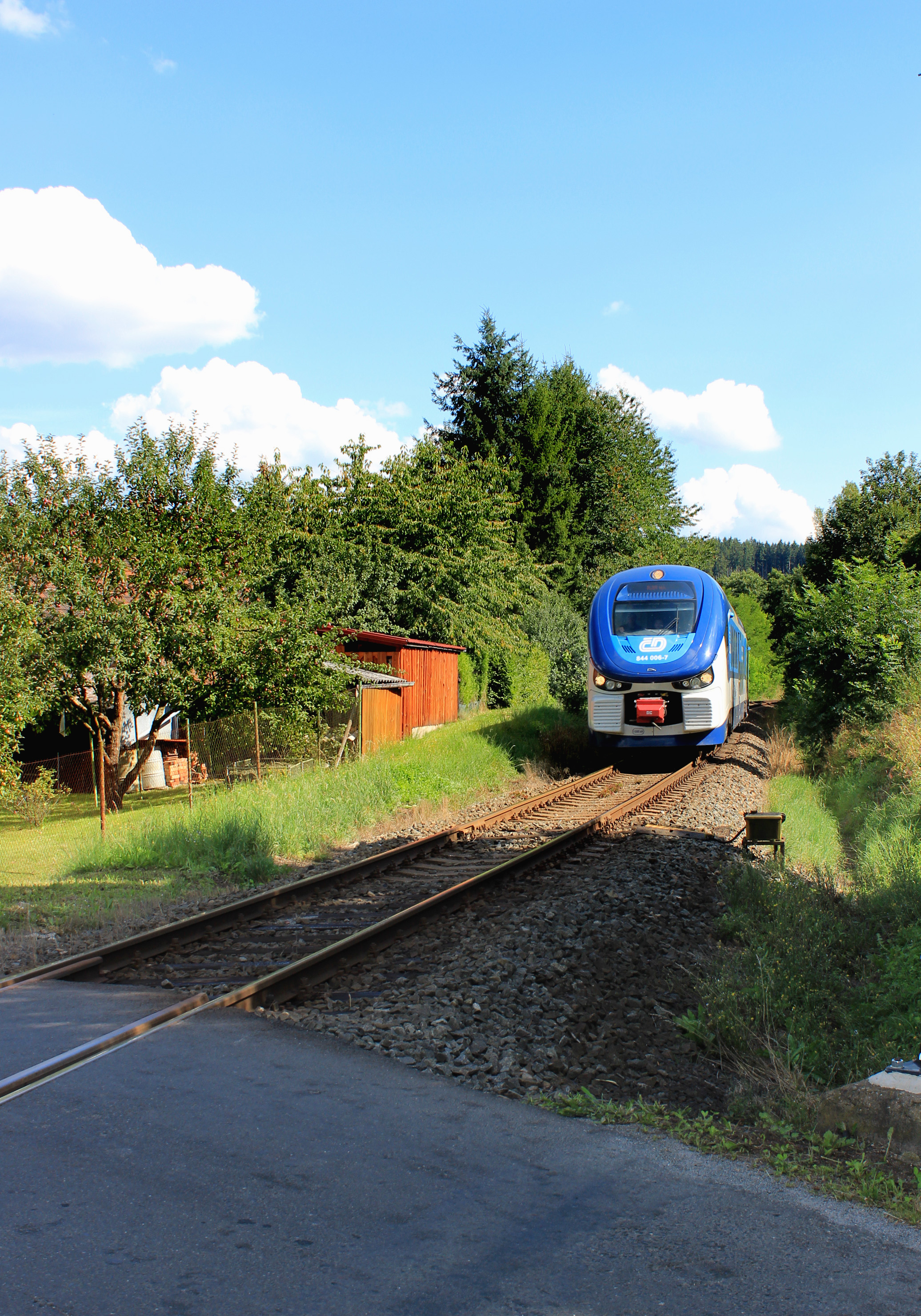
Železniční trať Plzeň–Domažlice
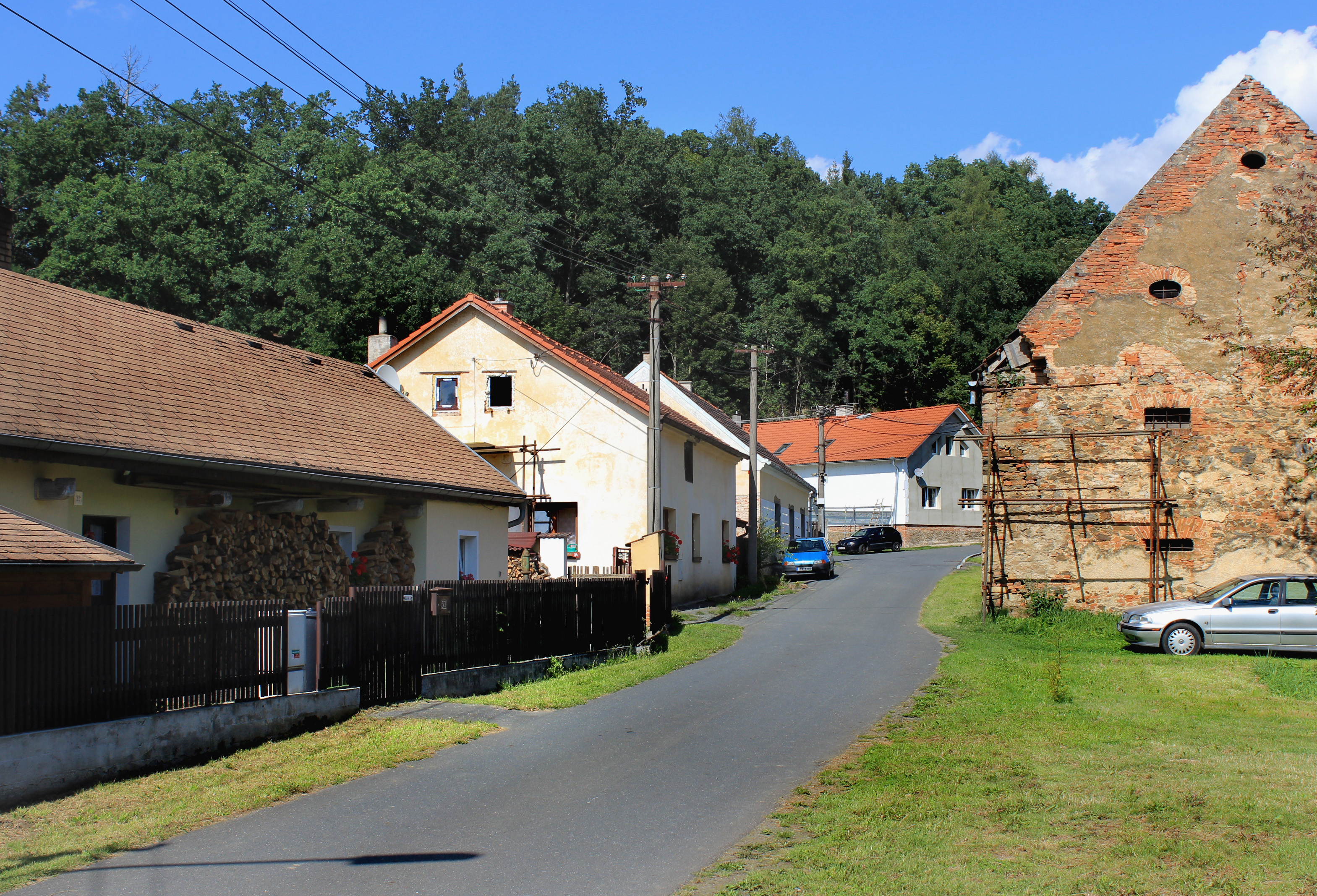
Východní část vsi
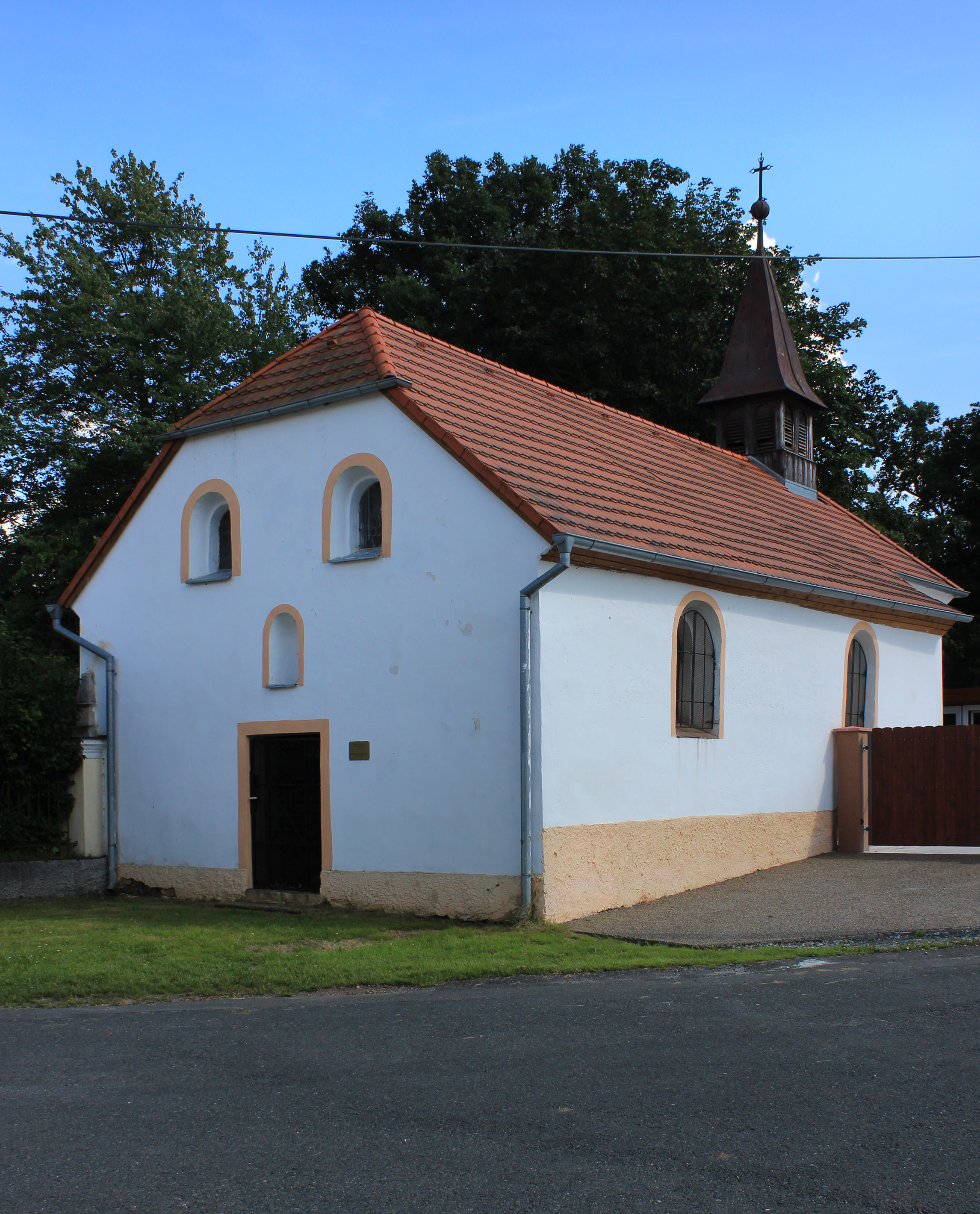
Kostelík na návsi